# Mark Randall (cầu thủ bóng đá)
Mark Randall (sinh ngày 28 tháng 9 năm 1989 tại Milton Keynes, Anh Quốc) là một cầu thủ bóng đá Anh, anh chơi ở vị trí tiền vệ trung tâm. Số áo của anh là 43 trong CLB cũ. Anh đã gia nhập câu lạc bộ bóng đá Arsenal ngày 1 tháng 8 năm 2006. Là một tiền vệ trung tâm đầy tài năng, Mark Randall đã có 7 lần xuất hiện trong đội dự bị ở mùa bóng trước trong lúc vẫn còn là một học viên. Anh bắt đầu với 10 trận đấu trong đội U-18 và ghi được 2 bàn. Anh đã xuất hiện lần đầu ở đội hình chính trong trận đấu tôn vinh Dennis Bergkamp và được chơi cả trận trên sân Emirates.
Mùa hè này, anh có mặt trong chuyến du đấu tập huấn đầu mùa bóng với đội hình chính ở Áo, được ra sân trong trận giao hữu thắng AZ Alkmaar 3 - 0.